# Ce cher intrus
Pour plus de détails, voir Fiche technique et Distribution.
Ce cher intrus (Once Around) est un film américain réalisé par Lasse Hallström, sorti en 1991.

## Résumé
Les Bella sont une famille italo-américaine très unie et qui vit à Boston dans le Massachusetts. Joe, le chef de famille, possède une entreprise de construction. Il est marié à Marilyn depuis 34 ans et ils ont 3 enfants : Tony, Renata et Jan. Ce dernier est sur le point de se marier, ce qui amène Renata à se demander pourquoi son petit ami Rob ne lui a encore proposé rien de tel. Une fois que Rob lui a avoué qu'il ne prévoit absolument pas de l'épouser, elle le quitte et revient vivre chez ses parents.
Renata voyage dans les Caraïbes, où elle suit un cours sur la vente d’immeubles en copropriété. Elle rencontre Sam Sharpe, un vendeur à succès qui prononce un discours lors d'un séminaire de formation. Tout de suite, ils se sentent attirés l’un par l’autre et Sam l'accompagne quand elle revient à Boston, où Renata le présente à sa famille. Sam en fait trop pour plaire, alors qu’il est très vif et allume une cigarette au mégot de la précédente. Dans leur majorité, les Bella veulent lui donner une chance mais Jan semble avoir une aversion particulière envers lui. Cela met en colère Renata et les rapports entre le frère et la sœur deviennent tendus. Jan finit par présenter ses excuses et donne sa bénédiction à Renata.
Sam et Renata se marient. Sam transfère son entreprise de New York à Boston, afin de pouvoir passer le plus de temps possible avec Renata. À une cérémonie en souvenir de la défunte mère de Joe, Sam essaie de chanter une chanson en son honneur, mais les Bella, surtout Marilyn, lui disent que c’est tout-à- fait déplacé. Renata dit à Sam qu'il brise le cœur de sa belle-famille. Ils se réconcilient, et le lendemain Renata donne naissance à leur enfant. Au baptême, Sam, victime d’une crise cardiaque, est transporté à l'hôpital.
Maintenant en un fauteuil roulant, Sam est accueilli dans la maison des Bella pour fêter Noël comme en famille. Pendant le diner, il allume une cigarette, que Renata en colère jette dans un verre de vin. Sur un lac gelé, Renata va patiner pendant que Sam et leur fille la regardent de loin. Sam meurt tout en tenant son enfant. Après l'enterrement Renata pleure, mais elle est reconnaissante pour le temps qu'ils ont passé ensemble et pour le bien que Sam a apporté dans sa vie. Le père de Renata conduit le convoi funèbre effectuant plusieurs rotations sur un rondpoint, une chose que Sam appréciait de son vivant.

## Fiche technique
- Titre français : Ce cher intrus
- Titre original : Once Around
- Réalisation : Lasse Hallström
- Scénario : Malia Scotch Marmo
- Musique : James Horner
- Photographie : Theo van de Sande
- Montage : Andrew Mondshein
- Production : Griffin Dunne & Amy Robinson
- Sociétés de production : Cinecom Entertainment Group, Double Play, Dreyfuss / James Productions & Universal Pictures
- Société de distribution : Universal Pictures
- Pays :  États-Unis
- Langue : Anglais
- Format : Couleur - Dolby - 35 mm - 1.85:1
- Genre : Comédie dramatique
- Durée : 115 min

## Distribution
- Richard Dreyfuss (VF : Jean-Pierre Cassel) : Sam Sharpe
- Holly Hunter (VF : Françoise Dasque) : Renata Bella
- Danny Aiello (VF : Alain Dorval) : Joe Bella
- Gena Rowlands (VF : Marion Loran) : Marilyn Bella
- Laura San Giacomo (VF : Anne Jolivet) : Jan Bella
- Danton Stone (VF : Michel Mella) : Tony Bella
- Tim Guinee (VF : Vincent Ropion) : Peter Hedges
- Roxanne Hart : Gail Bella
- Greg Germann (VF : Emmanuel Karsen) : Jim Redstone
- Griffin Dunne (VF : Éric Herson-Macarel) : Rob
- Cullen O. Johnson : Sonny